# Cyclocross-Weltmeisterschaften 2005
Die Cyclocross-Weltmeisterschaften 2005 wurden am 29. und 30. Januar in St. Wendel im Saarland ausgetragen. Die Wettkämpfe fanden auf dem Gelände des Sportzentrums am südöstlichen Ortsrand statt.

## Ergebnisse

### Männer
| Platz | Land    | Sportler            |
| ----- | ------- | ------------------- |
| 1     | Belgien | Sven Nys            |
| 2     | Belgien | Erwin Vervecken     |
| 3     | Belgien | Sven Vanthourenhout |

### Frauen
| Platz | Land        | Sportler          |
| ----- | ----------- | ----------------- |
| 1     | Deutschland | Hanka Kupfernagel |
| 2     | Deutschland | Sabine Spitz      |
| 3     | Niederlande | Mirjam Melchers   |

### Junioren
| Platz | Land        | Sportler            |
| ----- | ----------- | ------------------- |
| 1     | Italien     | Davide Malacarne    |
| 2     | Schweiz     | Julien Taramarcaz   |
| 3     | Deutschland | Christoph Pfingsten |

### U 23
| Platz | Land       | Sportler        |
| ----- | ---------- | --------------- |
| 1     | Tschechien | Zdeněk Štybar   |
| 2     | Tschechien | Radomír Šimůnek |
| 3     | Schweiz    | Simon Zahner    |